# Le Grand Huernic
L'île Le Grand Huernic est une petite île du golfe du Morbihan rattachée administrativement à la commune de Locmariaquer, en face de la pointe du Blair, au nord-ouest de l'île Grand Veïzit et à l'ouest de l'île Sept Îles. Elle est reliée à marée basse  par un tombolo, à l'île Le Petit Huernic qui se situe un peu plus au sud.

## Toponymie
Huernic vient du breton Gwern qui signifie marais, aunaie, aunles. Une de ses formes mutées est  Le Huern dont le diminutif est Huernic.

## Galerie

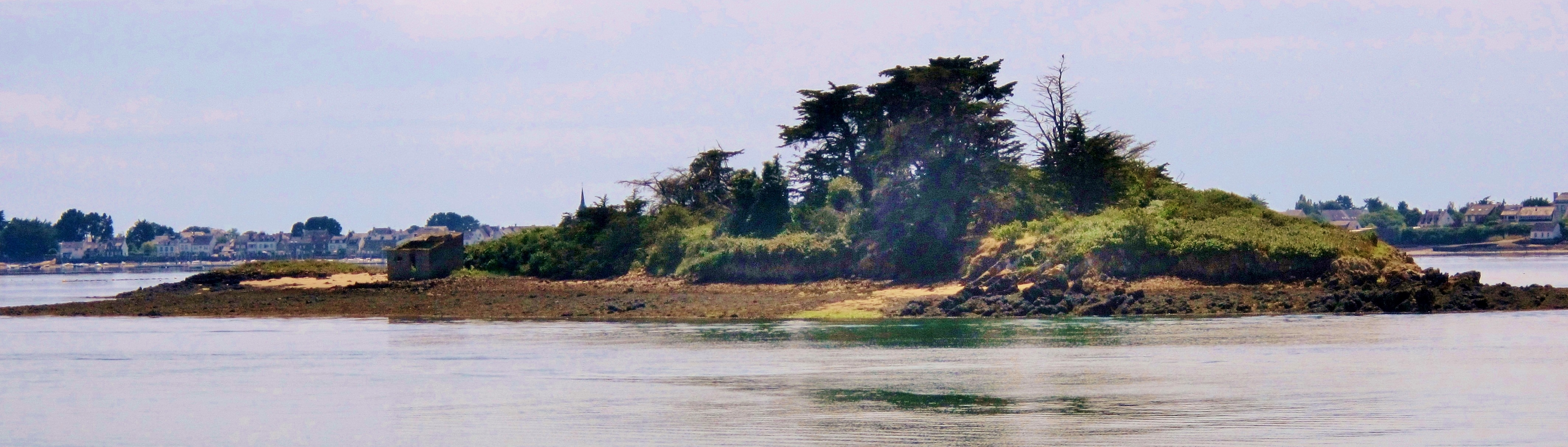
L'île du Grand Huernic vue de la Pointe du Blair.

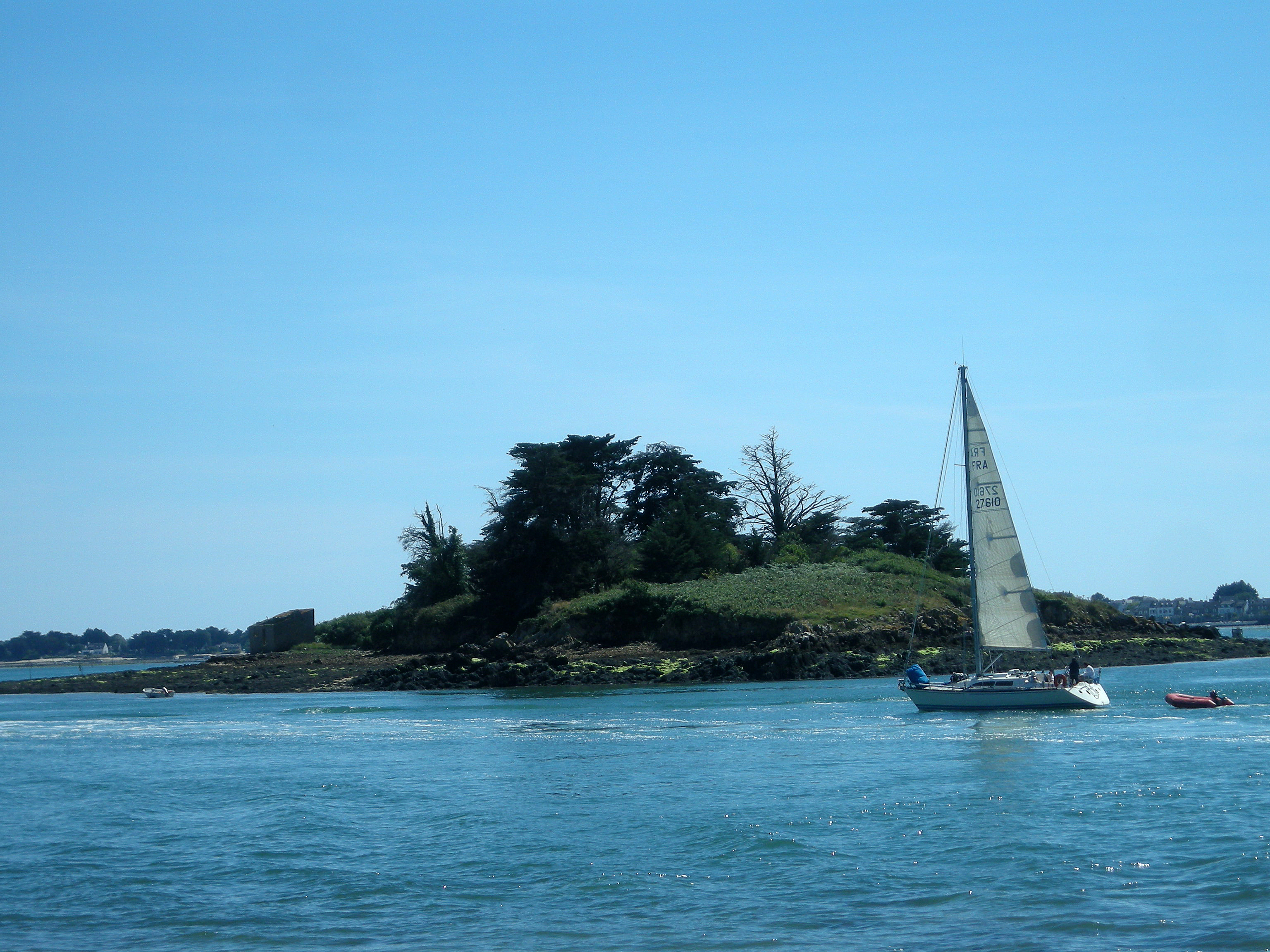
Le Grand Huernic vu depuis la pointe du Blair